# 208915 Andrewashcraft
208915 Andrewashcraft este un asteroid din centura principală de asteroizi.

## Descriere
208915 Andrewashcraft este un asteroid din centura principală de asteroizi. A fost descoperit pe 4 octombrie 2002 la Apache Point Observatory în cadrul programului Sloan Digital Sky Survey. Asteroidul prezintă o orbită caracterizată de o semiaxă mare de 2,74 ua, o excentricitate de 0,13 și o înclinație de 11,9° în raport cu ecliptica.